# Więźba szkła
Więźba szkła – element struktury w materiałach szklistych decydujący o ich właściwościach mechanicznych.

## Struktura więźby
W materiałach o strukturze szkła, w przeciwieństwie do materiałów krystalicznych, nie występuje uporządkowanie dalekiego zasięgu. Natomiast blisko położone atomy wykazują pewien stopień uporządkowania tworząc tak zwaną więźbę. Na przykład w krzemianach więźbę stanowią tetraedryczne [SiO4], które powiązane są w makroskopową strukturę szkieletową mostkami tlenowymi. Struktura szkieletowa nie jest uporządkowana, mimo że każdy mostek tlenowy jest wiązaniem sztywnym o ustalonej orientacji. Atomy substancji szklistej wchodzące w skład więźby nazywane są atomami więźbotwórczymi.

## Modyfikatory więźby
Oprócz atomów tworzących więźbę w skład szkła wchodzą również atomy połączone z więźbą wiązaniami jonowymi, które nie są sztywne – nie mają ustalonej orientacji. Atomy te nazywane są atomami modyfikującymi więźbę, lub krócej – modyfikatorami. Są to zazwyczaj kationy o dużych rozmiarach i niewielkim ładunku, czyli niskiej elektroujemności. Mogą to być np. jony sodu, litu, glinu wprowadzone do szkła krzemianowego w postaci tlenków.

## Depolimeryzacja więźby
Z powodu słabości wiązania tlenu z jonami metali, atomy tlenu przejmowane są przez kationy krzemu. Wzrost liczby anionów tlenu powoduje z kolei zrywanie mostków tlenowych i pojawienie się tlenów aktywnych, czyli jednostronnie związanych tylko z jednym atomem krzemu. Proces ten nazywa się rozluźnianiem, czyli depolimeryzacją więźby.